# Homo tsaichangensis
Penghu 1 este o fosilă a maxilarului (mandibula) ce a aparținut unei specii dispărute de om din genul Homo din Taiwan.
Fosila a fost recuperată cândva înainte de anul 2008 de către pescarii ce munceau în Canalul Penghu – între Insulele Penghu și Taiwan – și descrise în 2015 de o echipă internațională de japonezi, taiwanezi, și australieni. Penghu 1 este estimat a avea între 10.000 și 190.000 de ani.